# Cryptojoppa dissona
Cryptojoppa dissona là một loài tò vò trong họ Ichneumonidae.